# Rhopalophora eximia
Rhopalophora eximia là một loài bọ cánh cứng trong họ Cerambycidae.